# Argelia Laya
Argélia Mercedes Laya López (Rio Chico, 10 de julho de 1926 - 27 de novembro de 1997) foi uma docente, activista política, e filosofa venezuelana. É considerada como uma das mulheres mais importantes da história de Venezuela.